# 왕징 (베이징시)

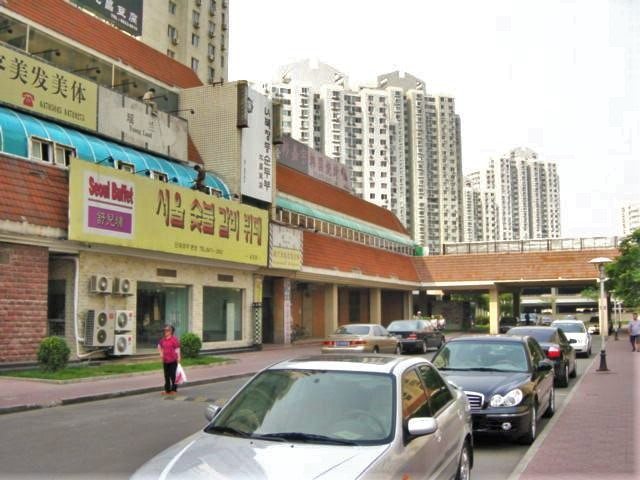
베이징 왕징 거리의 모습

왕징(중국어: 望京街道)은 중화인민공화국 베이징시 북동부 차오양구에 위치한 주거 지역이다.

## 코리아 타운의 형성
1990년대 중반부터 고층 아파트 등의 건축물들이 개발되었다. 유학생, 주재원, 비즈니스맨 등 한국인들의 거주가 늘어나면서 자연스럽게 코리아타운이 형성되었다.

## 같이 보기
- 도쿄 신오쿠보 코리아타운
- 오사카 이쿠노 코리아타운